# Montague-Court Building
El Montague–Court Building es una torre de oficinas comerciales de 35 pisos y 141 m de altura ubicada en 16 Court Street de Brooklyn, Nueva York (Estados Unidios).

## Visión general
Fue diseñado por el arquitecto H. Craig Severance y construido en 1927. Es el edificio de oficinas más alto y el duodécimo edificio más alto en general en Brooklyn con 141 m. El edificio tiene 35 pisos de altura y una superficie de 29 508 m². Pertenece al Grupo CIM, que también lo administra y lo compró a SL Green Realty en 2017 por 171 millones de dólares. En febrero de 2012, se marcó como referencia y se incluyó en el distrito de rascacielos de Borough Hall.